# Stazione meteorologica di Codigoro
La stazione meteorologica di Codigoro è la stazione meteorologica di riferimento relativa alla località di Codigoro.

## Coordinate geografiche
La stazione meteo si trova nell'Italia nord-orientale, in Emilia-Romagna, in provincia di Ferrara, nel comune di Codigoro, a 2 metri s.l.m. e alle coordinate geografiche 44°50′N 12°06′E.

## Dati climatologici
In base alla media trentennale di riferimento 1961-1990, la temperatura media del mese più freddo, gennaio, si attesta a +2,1 °C; quella del mese più caldo, luglio, è di +23,5 °C.
Le precipitazioni medie annue si aggirano sui 550 mm, distribuite mediamente in 72 giorni, con minimi relativi in inverno ed estate e picchi molto moderati in primavera ed autunno.
| Codigoro              | Mesi   | Mesi   | Mesi   | Mesi   | Mesi   | Mesi   | Mesi   | Mesi   | Mesi   | Mesi   | Mesi   | Mesi   | Stagioni | Stagioni | Stagioni | Stagioni | Anno |
| Codigoro              | Gen    | Feb    | Mar    | Apr    | Mag    | Giu    | Lug    | Ago    | Set    | Ott    | Nov    | Dic    | Inv      | Pri      | Est      | Aut      | Anno |
| --------------------- | ------ | ------ | ------ | ------ | ------ | ------ | ------ | ------ | ------ | ------ | ------ | ------ | -------- | -------- | -------- | -------- | ---- |
| T. max. media (°C)    | 4,9    | 8,6    | 13,1   | 17,8   | 22,5   | 26,7   | 28,7   | 27,7   | 24,2   | 18,5   | 11,4   | 5,7    | 6,4      | 17,8     | 27,7     | 18,0     | 17,5 |
| T. min. media (°C)    | −0,7   | 1,3    | 4,1    | 8,0    | 12,6   | 16,3   | 18,2   | 18,1   | 14,9   | 9,8    | 5,1    | 0,3    | 0,3      | 8,2      | 17,5     | 9,9      | 9,0  |
| Precipitazioni (mm)   | 42     | 28     | 31     | 41     | 62     | 46     | 47     | 56     | 46     | 46     | 69     | 44     | 114      | 134      | 149      | 161      | 558  |
| Giorni di pioggia     | 7      | 5      | 6      | 7      | 7      | 5      | 5      | 6      | 4      | 6      | 8      | 6      | 18       | 20       | 16       | 18       | 72   |
| Vento (direzione-m/s) | NW 4,3 | NW 4,7 | NW 5,0 | NW 5,0 | NW 5,5 | NW 4,8 | NW 5,1 | NW 4,6 | NW 4,4 | NW 4,2 | NW 4,9 | NW 4,7 | 4,6      | 5,2      | 4,8      | 4,5      | 4,8  |